# Auctorum
Mit auctorum (lat. ‚der Autoren‘, abgekürzt auct.) wird in der botanischen Taxonomie ein fehlbestimmter Artname gekennzeichnet, also ein solcher, der von Autoren für eine Art verwendet wird, die nicht den Typus der Erstbeschreibung umfasst.
Nach dem ICBN wird ein solcher fehlbestimmter Name als lateinischer Name, gefolgt von „auct. non Beschreiber der Art: Referenz der Fehlbeschreibung“ dargestellt. Die falsche Zuordnung von Ficus stortophylla durch De Wildeman & Durand zu der von Vahl beschriebenen Art Ficus exasperata würde also dargestellt als „F. exasperata auct. non Vahl: De Wildeman & Durand“ (zu lesen als Ficus exasperata, von den Autoren De Wildeman & Durand nicht im Sinne von Vahl verwendet).
Zudem bedeutet sensu auct. (sensu auctoris) ‚im Sinne des Autors‘.

## Nachweise
- Recommendation 50D